# Kruisschansbrug
De Kruisschansbrug is een brug in het Antwerpse havengebied op de rechteroever van de Schelde. De brug ligt over het zuidoostelijk hoofd van de Van Cauwelaertsluis, de toegang naar de haven.
De Kruisschansbrug werd samen met de gelijknamige sluis gebouwd. De sluis werd in 1962 hernoemd tot Van Cauwelaertsluis. In 1992 werd de oorspronkelijke brug uit 1928 vervangen door een nieuwe brug.
De Kruisschansbrug is een basculebrug van het Strausstype. Er loopt ook een enkelsporige spoorlijn over de brug (spoorlijn 221C), maar die loopt nu dood kort na de brug. Dat houd verband met verdwijnen van de Petroleumbrug, verderop. Als de Kruisschansbrug openstaat voor het scheepvaartverkeer, kan het wegverkeer de sluis nog steeds passeren langs de Van Cauwelaertbrug aan het andere hoofd van de sluis, maar treinen niet meer. 
De brug is genoemd naar de Kruisschans (ook wel Fort Santa Cruz genoemd), een exterritoriale schans op de rechteroever van de Schelde in Oordam. Het was een vierhoekige schans met vier volledige bolwerken, die in 1584 werd gebouwd; de laatste resten verdwenen omstreeks 1960.
Albertbrug · Asiabrug · Berendrechtbrug · Boudewijnbrug · Droogdokbrug · Farnesebrug · Frederik Hendrikbrug · Kattendijkbrug · Kempischebrug · Kruisschansbrug · Lefèbvrebrug · Lillobrug · Londenbrug · Luikbrug · Meestoofbrug · Melselebrug · Mexicobrug · Nassaubrug · Noorderlaanbrug · Noordkasteelbrug · Noordlandbrug · Oosterweelbrug · Oudendijkbrug · Petroleumbrug · Royersbrug · Siberiabrug · Straatsburgbrug · Van Cauwelaertbrug · Willembrug · Wilmarsdonkbrug · Zandvlietbrug · Ophaalbrug Merksem Groot Dok · Ophaalbrug Merksem Klein Dok